# Apaloderma
Apaloderma är ett litet fågelsläkte i familjen trogoner inom ordningen trogonfåglar. Släktet omfattar endast tre arter som förekommer i Afrika söder om Sahara:
- Narinatrogon (A. narina)
- Gulkindad trogon (A. aequatoriale)
- Bandtrogon (A. vittatum)